# Saison 6 de Magnum
Chronologie
Saison 5 Saison 7
Cet article présente le guide des épisodes de la sixième saison de la série télévisée américaine Magnum.

## Saison 6 (1985-1986)
Haut de page